# Szkoła Polska
Szkoła Polska – miesięcznik pedagogiczny wydawany w Poznaniu w latach 1849–1853. Organ Towarzystwa Pedagogicznego z Poznania.
Redaktorem naczelnym pisma był Ewaryst Estkowski, zapewniając mu wysoki poziom merytoryczny. Na łamach publikowano materiały z zakresu dydaktyki i metodyki nauczania. Celem Towarzystwa Pedagogicznego było propagowanie tematyki wychowawczej, wydawanie literatury fachowej i promowanie języka polskiego. Oprócz wydawania pisma prowadzono liczne prelekcje i wykłady na terenie Wielkopolski. Stowarzyszenie upadło na skutek szykan pruskich. W 1853 podobny los spotkał czasopismo.